# Barbara Sabella
Barbara Sabella, rodným jménem Barbara Oczková, (* 7. prosince 1978 Nitra) je česká operní pěvkyně.
Se zpěvem začínala v šesti letech v havířovské lidové škole umění. Po absolvování gymnázia se přihlásila na Janáčkovu konzervatoř v Ostravě pod vedení M. Adamíkové. Již během studia začala hostovat v Národním divadle moravskoslezském v Ostravě. Po úspěšném absolvování konzervatoři vystudovala v roce 2006 zpěv na Hudební fakultě Janáčkovy akademie múzických umění v Brně. V tuto dobu hostovala v Janáčkově divadle v Brně. V současné době působí jako pedagožka na Konzervatoři Evangelické akademie v Olomouci.